# Régis Thonon
Régis Thonon (27 november 1987) is een Belgische atleet, die gespecialiseerd is in de lange afstand. Hij veroverde één Belgische titel.

## Biografie
Thonon won in 2016 na de diskwalificatie van Najim El Qady de 20 km door Brussel. In 2019 werd hij op de 10.000 m voor het eerst Belgisch kampioen.
Thonon is aangesloten bij Waremme Athletic Club Oreye (WACO).

## Belgische kampioenschappen
Outdoor
| Onderdeel | Jaar |
| --------- | ---- |
| 10.000 m  | 2019 |

## Persoonlijke records
| Onderdeel | Prestatie | Datum       | Plaats   |
| --------- | --------- | ----------- | -------- |
| 5000 m    | 13.45,05  | 23 mei 2015 | Oordegem |
| 10.000 m  | 28.48,36  | 9 juni 2018 | Leiden   |

## Palmares

### 5000 m
- 2017:  BK AC – 14.35,02

### 10.000 m
- 2016:  BK AC te Duffel – 29.55,88
- 2019:  BK AC te Oudenaarde – 29.46,15

### 10 km
- 2017:  BK in Lokeren - 29.35

### 10 mijl
- 2016: 16e Dam tot Damloop - 49.11
- 2017:  Oostende-Brugge Ten Miles – 50.36
- 2018:  Oostende-Brugge Ten Miles – 49.43

### 20 km
- 2016:  20 km door Brussel – 1:02.07